# Bob Zmuda

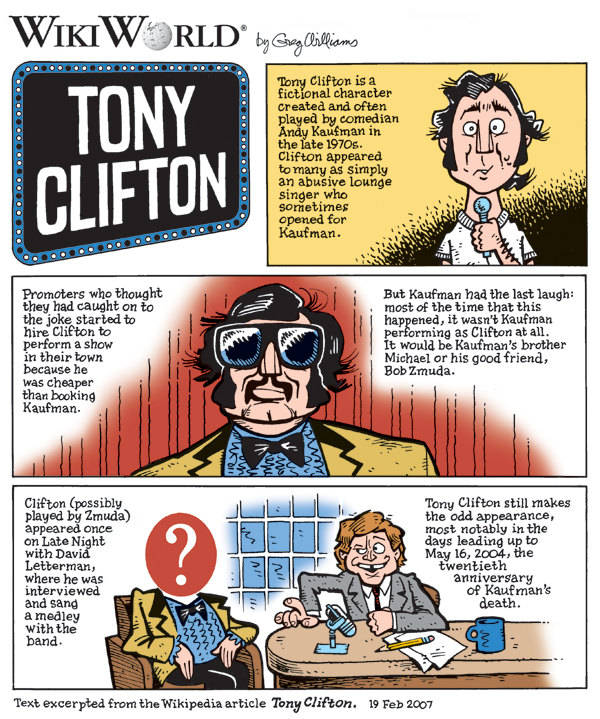

Bob Zmuda, né en 1949, est un producteur, acteur, scénariste et réalisateur américain. Il accompagne la carrière du comédien Andy Kaufman, l'assistant dans ses sketchs, jusqu'à la mort de celui-ci.

## Filmographie

### Producteur
- 1979 : Andy's Funhouse (TV)
- 1980 : Andy Kaufman Plays Carnegie Hall (vidéo)
- 1986 : Comic Relief (TV)
- 1987 : Comic Relief '87 (TV)
- 1989 : Comic Relief III (TV)
- 1991 : Comic Relief IV (TV)
- 1992 : Comic Relief V (TV)
- 1993 : Comic Relief: Baseball Relief '93 (TV)
- 1994 : Comic Relief VI (TV)
- 1995 : A Comedy Salute to Andy Kaufman (TV)
- 1995 : Comic Relief VII (TV)
- 1998 : Comic Relief VIII (TV)
- 1999 : Andy Kaufman's Really Big Show (TV)

### Acteur
- 1995 : A Comedy Salute to Andy Kaufman (TV)
- 1983 : My Breakfast with Blassie : Nosey Fan
- 1983 : D.C. Cab de Joel Schumacher : Cubby
- 1988 : Le Mot de la fin (Punchline) : Audience Participants and Hecklers
- 1995 : Batman Forever : Electronic Store Owner
- 1999 : Man on the Moon : Jack Burns

### Scénariste
- 1979 : Andy's Funhouse (TV)
- 1980 : Andy Kaufman Plays Carnegie Hall (vidéo)
- 1986 : Comic Relief (TV)
- 1993 : Comic Relief: Baseball Relief '93 (TV)

### Réalisateur
- 1999 : Andy Kaufman's Really Big Show (TV)